# Цапфендорф
Цапфендорф (нем. Zapfendorf) — община  в Германии, в Республике Бавария.
Подчиняется административному округу Верхняя Франкония. Входит в состав района Бамберг.  Население составляет 4969 человек (на 31 декабря 2010 года). Занимает площадь 30,55 км². Местные регистрационные номера транспортных средств (коды автомобильных номеров) (нем. Kraftfahrzeugkennzeichen) — BA.
Община подразделяется на 9 сельских округов.

## Фотогалерея

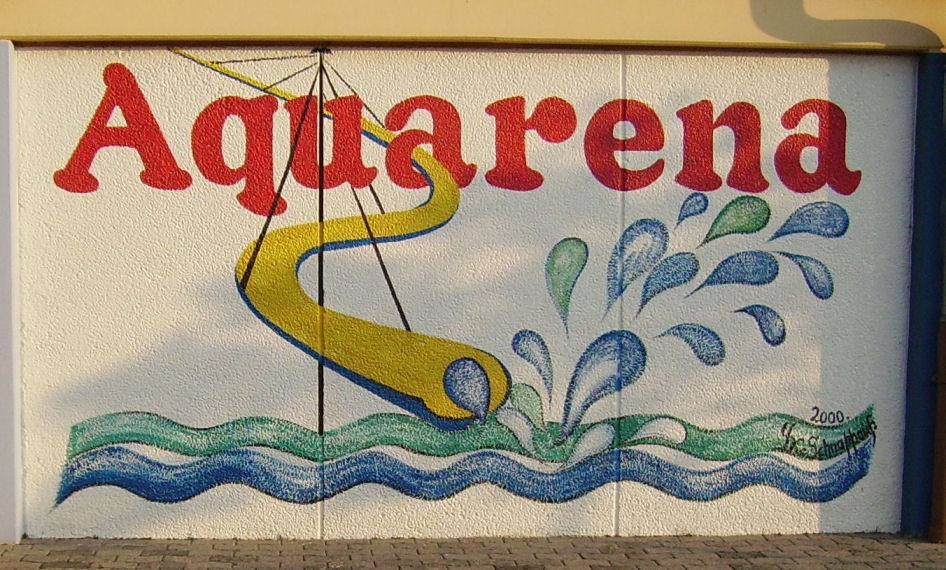
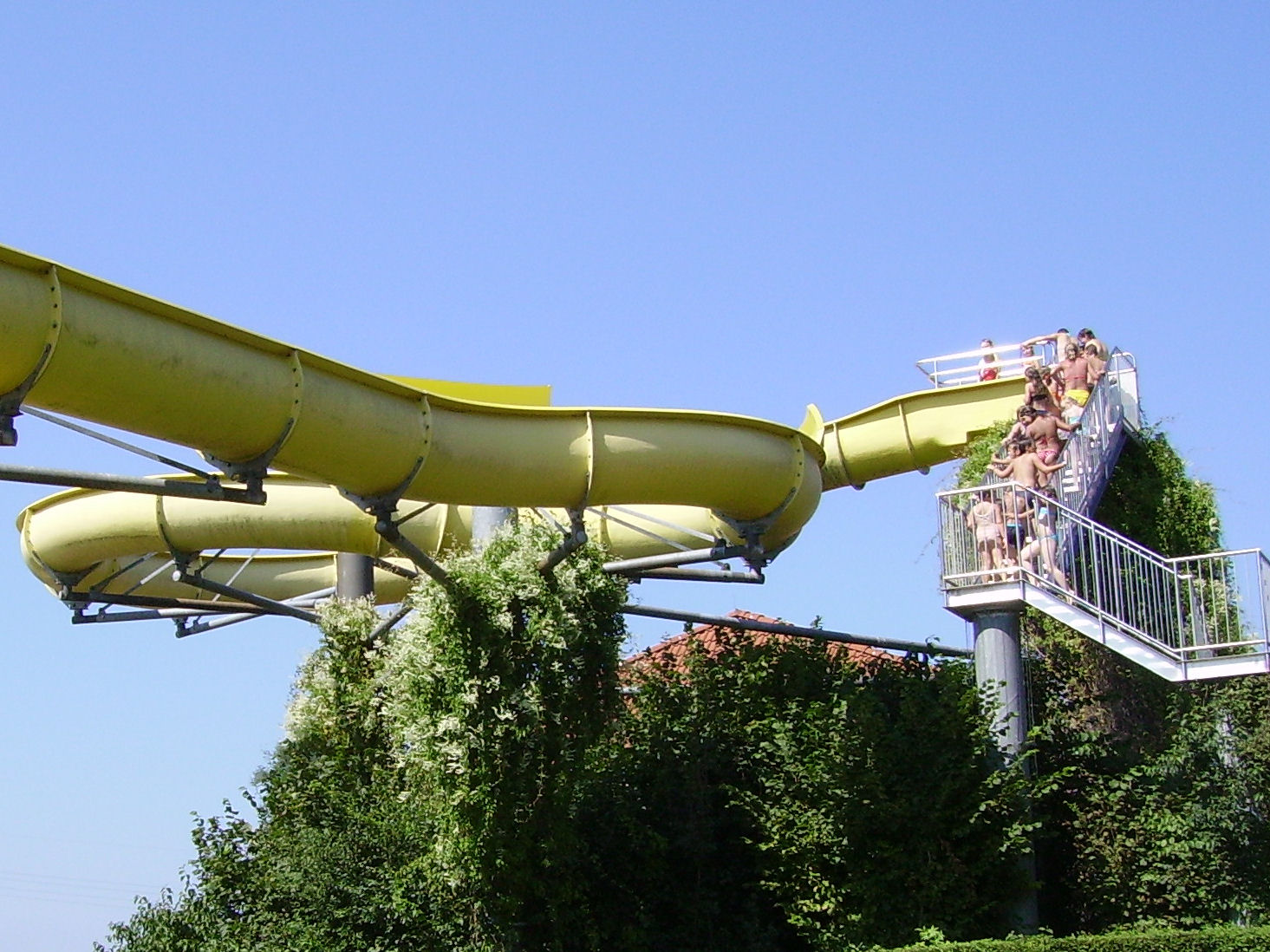
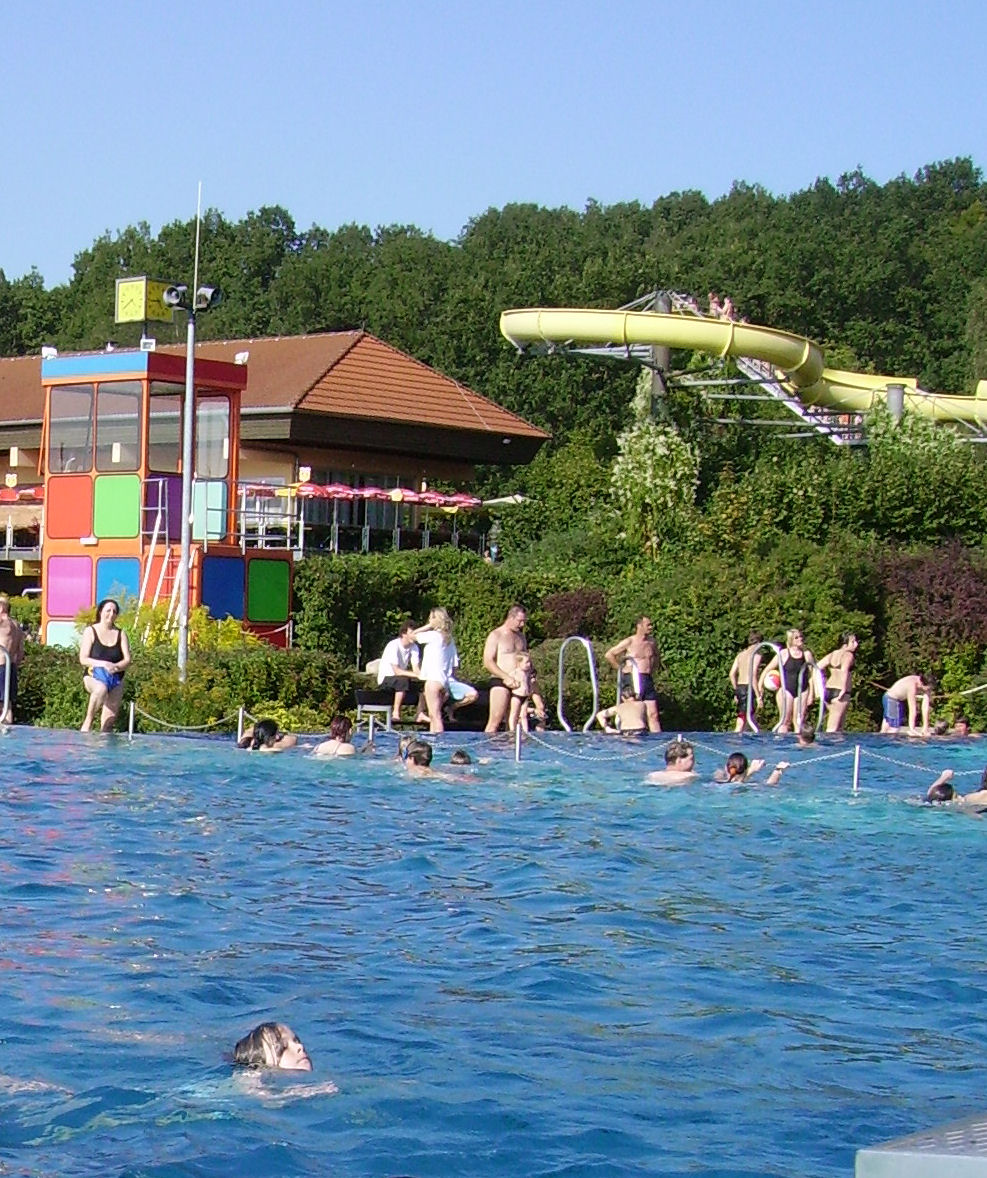

## Население
По оценке на 31 декабря 2015 года население общины составляет 5095 чел.
| Дата      | 1840 | 1871 | 1900 | 1925 | 1939 | 1950 | 1961 | 1970 | 1987 | 2011 |
| --------- | ---- | ---- | ---- | ---- | ---- | ---- | ---- | ---- | ---- | ---- |
| Население | 2325 | 2377 | 2313 | 2326 | 2480 | 3253 | 3452 | 3685 | 3939 | 4945 |

| Год       | 1960 | 1970 | 1980 | 1990 | 2000 | 2009 | 2010 | 2011 | 2012 | 2013 | 2014 | 2015 |
| --------- | ---- | ---- | ---- | ---- | ---- | ---- | ---- | ---- | ---- | ---- | ---- | ---- |
| Население | 3389 | 3678 | 3732 | 4294 | 4919 | 5023 | 4969 | 4984 | 5000 | 4954 | 5015 | 5095 |